# Despacho de Ems

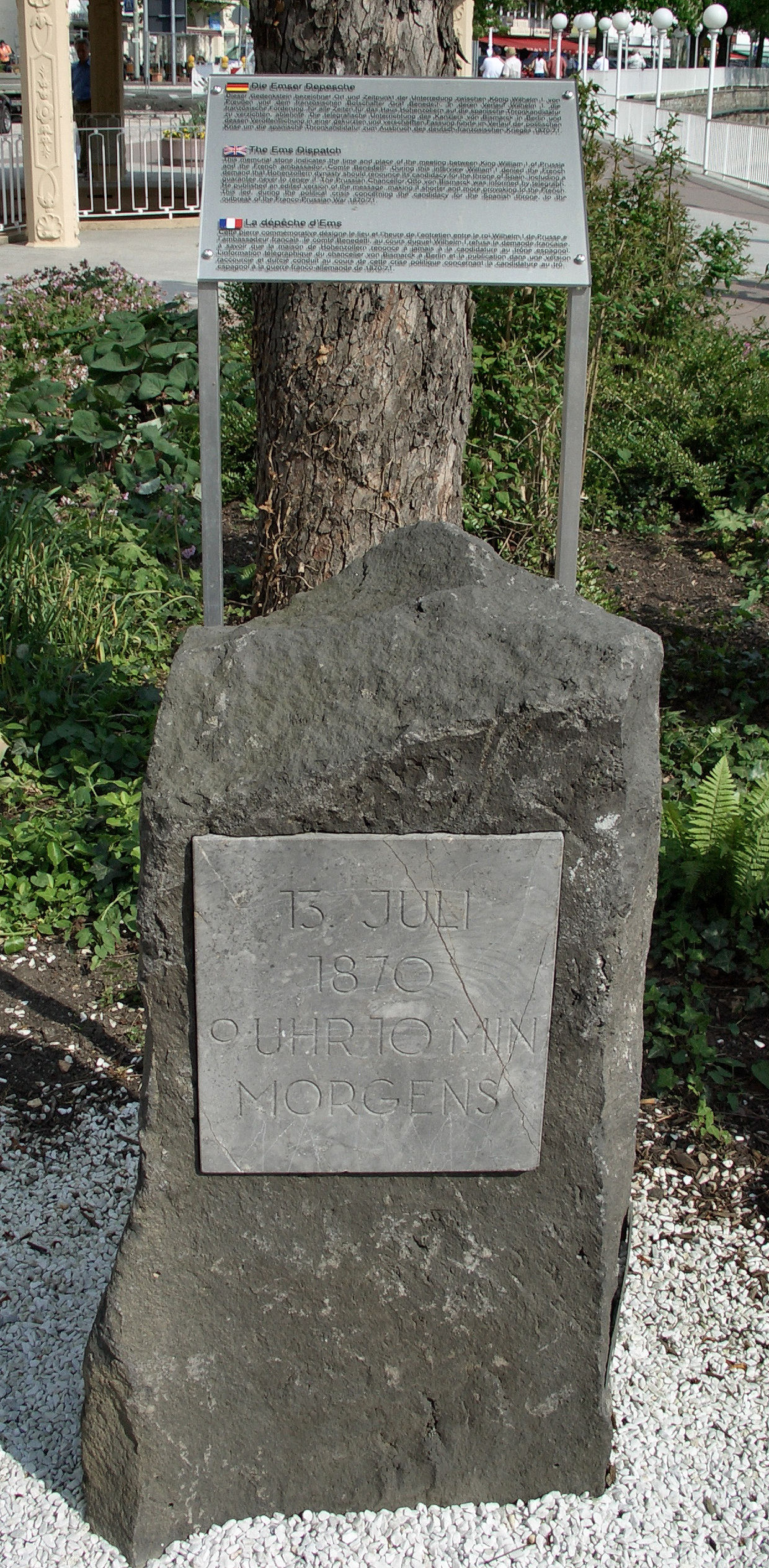
Despacho de Ems

O despacho de Ems (em alemão Emser Depesche) é um documento histórico. Foi o telegrama que relatava o encontro, em 13 de Julho de 1870 entre o Rei da Prússia Guilherme I  e o embaixador da França na Prússia Vincent Benedetti, em Bad Ems no rio Lahn, perto de Koblenz, na altura pertencente à Prússia. Este telegrama foi encurtado por Bismark, de forma tal que o tornava uma afronta aos franceses, provocando a declaração de Guerra da França à Prússia em 19 de Julho de 1870, como desejado por Bismark para concluir a unificação de seu país.